# 丸山尚城
丸山 尚城（まるやま なおき、1996年3月10日 - ）は、ジャパンラグビーリーグワン・花園近鉄ライナーズに所属していたラグビー選手。

## プロフィール
- 茨城県出身[1]。
- ポジションはフランカー(FL)。
- 身長 171 cm、体重 85 kg

## 略歴
2014年、茗溪学園高校卒業後、同志社大学に入学。
2018年、同志社大学卒業後、栗田工業ウォーターガッシュ（現在のクリタウォーターガッシュ昭島）に加入。同年9月9日にジャパンラグビートップチャレンジリーグ1stステージ第1節NTTドコモレッドハリケーンズ戦に途中出場で公式戦初出場を果たす。
2020年、近鉄ライナーズ（現在の花園近鉄ライナーズ）に加入。
2024年、トップウェストリーグ所属のDaigas Struggersに加入。